# Eocypraea
Eocypraea is een geslacht van uitgestorven weekdieren uit de klasse van de Gastropoda (slakken). Exemplaren van dit geslacht zijn slechts als fossiel bekend.

## Soorten
- Eocypraea dollfusi (de Laubrière, 1881) †
- Eocypraea inflata (Lamarck, 1802) †
- Eocypraea novaezelandiae (Schilder, 1941) †
- Eocypraea sautereaui Belliard & Gain, 2015 †